# Maśliński
Maśliński, Maślińska – polskie nazwisko, w Polsce nosi je ponad 800 osób.
Osoby noszące to nazwisko:
- Karol Maśliński (ur. 28 listopada 1961 w Bielawie) – prezydent Zgierza w latach 2002-06.
- Stanisław Maśliński (ur. 1889, zm. 1969), ksiądz katolicki, kanonik Kapituły Katedralnej w Katowicach, prałat, rektor Wyższego Śląskiego Seminarium Duchownego w Krakowie.